# Ostpreußenlied
Das Ostpreußenlied (auch Lied auf Ostpreußen oder Land der dunklen Wälder) galt als Landeshymne Ostpreußens.

## Entstehung
Anfang der 1930er Jahre komponierte der Königsberger Komponist Herbert Brust (1900–1968) das Oratorium Ostpreußenland. Den vierstrophigen Schlusschoral dieses Oratoriums dichtete der seit 1945 in Ostpreußen verschollene Königsberger Schriftsteller Erich Hannighofer. 
Das Lied traf auf große Begeisterung in der Bevölkerung, so dass es bald das Ostpreußenlied genannt wurde und die ältere Landeshymne Sie sagen all, du bist nicht schön von Johanna Ambrosius ablöste. Nach der Vertreibung der Ostpreußen (1945–1948) wurde dieses Lied zum Inbegriff ihrer Sehnsucht nach der alten Heimat. So entstand nachträglich die fünfte Strophe: „Heimat wohlgeborgen …“.
Der Titel Land der dunklen Wälder und kristall’nen Seen wurde zum Synonym für die ostpreußische Landschaft, welches in den vergangenen Jahrzehnten unzählige Male als Titel für Bildbände, Dokumentarfilme usw. herangezogen wurde.

## Text
Der Text in der Version von  Erich Hannighofer:
Land der dunklen Wälder

und kristall’nen Seen,

über weite Felder

lichte Wunder geh’n.

Starke Bauern schreiten

hinter Pferd und Pflug,

über Ackerbreiten

streicht der Vogelzug.

Und die Meere rauschen

den Choral der Zeit,

Elche steh’n und lauschen

in die Ewigkeit.

Tag ist aufgegangen

über Haff und Moor,

Licht hat angefangen,

steigt im Ost empor.
Gelegentlich werden von Interpreten die dritte und vierte Strophe getauscht.